# 行政事件訴訟法
行政事件訴訟法（ぎょうせいじけんそしょうほう、昭和37年5月16日法律第139号）は、事後における救済制度としての行政事件訴訟についての一般法（1条）として制定された日本の法律である。
行政法における行政救済法の一つに分類される。立法担当者は裁判官の杉本良吉。
国家賠償法、行政不服審査法、行政事件訴訟法を合わせて「救済三法」と呼ぶ。

## 主務官庁
- 法務省民事局民事法制管理官職

本法律は民事訴訟法の特別法として運用されるため民事訴訟法と同じく民事局担当で、訟務局所掌ではない。

## 沿革
明治憲法下の日本における法制度としての行政事件訴訟法のルーツをたどれば、1882年（明治15年）の伊藤博文のヨーロッパ派遣まで遡る。伊藤博文は、ベルリンとウィーンにおいて、モッセとシュタインに行政訴訟などについて学んだ。
そして、大日本帝国憲法61条に基づき1890年に「行政裁判法」、「訴願法」が制定された（次いで11月に税関法、税関規則が施行）。「行政裁判法」における行政裁判所は東京に1つだけ設置され行政事件に関する一審かつ最終審の裁判所とされた。この法律は、列記主義が採用された（行政裁判所の管轄事項が法令で列挙されたものに限定されていた）こと、審理において書面審理主義の原則、職権主義の原則が採用されたこと、訴願前置主義（「不服申立て前置主義」）が採用されたこと、出訴期間が短期間であったことなどの特徴（欠陥）があって、国民の権利救済として機能していたとはいい難いという指摘もある。特に書面審理については第27条に規定があった。
日本国憲法の下では、第76条によって、最高裁判所の下に属しない行政裁判所は廃止されることとなった。憲法発布の前段階として裁判所法が成立し、この附則により裁判所構成法、裁判所構成法施行条例、判事懲戒法および行政裁判法は廃止された。
この裁判所法に関しては衆議院が付帯決議をした。
付帯決議
一、　裁判所は、憲法が国民に対し保障せる、人権尊重の精神に徹し、官僚独善の弊風を打破し、形式主義を排除し、真に国民の信頼に応うる裁判民主化のために努力すべし。

一、　陪審制度に関しては、単に公判陪審に止まらず、起訴陪審をも考慮するとともに、民事に関する陪審制度に対しても十分なる研究を為すべし。—帝国議会衆議院議事速記録第20号
ただし、行政裁判所の廃止については、最高裁判所を終審としない裁判所を廃止したことに注意すべきである。そして、日本国憲法の施行にともない、とりあえず「日本国憲法の施行に伴う民事訴訟法の応急的措置に関する法律」が1947年（昭和22年）に制定された。この法律では行政訴訟について民事訴訟法と同一の取り扱いを原則として、行政処分の取消しまたは変更を求める訴訟に関して出訴期間の規定のみが置かれた。
その後、いわゆる平野事件を契機として1948年（昭和23年）に「行政事件訴訟特例法」が制定された。この法律は、民事訴訟法の特例を定めたものであり、全文でわずか12条のみの簡単なものであった。この法律は、制定が急がれたため、欠陥も多く明治憲法下における「行政裁判法」と決別しきれておらず運用・解釈上における多くの問題が発生した。そして、この法律に代えて1962年（昭和37年）に現行の「行政事件訴訟法」が制定されたのである。
現在の日本における行政上の紛争は年間およそ20万件以上とも言われるが、実際の行政事件訴訟の提起件数は2千件弱程度と少なく、また行政事件訴訟の勝訴率は10%前後と低い。加えて、行政事件訴訟の訴訟要件（処分性、原告適格など広義の法律上の利益、被告適格等）は制限的に解釈・運用されており、日本国憲法第32条で保障されている「裁判を受ける権利」は形骸化しているともされる。これらのことから、現行の行政事件訴訟法は、行政救済法としての国民の権利利益の救済の機能および違法な行政運営の是正の機能としては不十分であるという指摘がされた。
そこで、司法制度改革の一環として「行政事件訴訟法の一部を改正する法律」（平成16年6月9日法律第84号）が制定された。主な改正点は、救済範囲の拡大（原告適格の拡大、義務付け訴訟・差止訴訟の法定化）、審理の充実・促進（裁判所の釈明処分の新設）、提訴に関する制度の拡充（被告適格の明確化、管轄裁判所の拡大、出訴期間の延長、出訴期間等の教示制度の新設）、仮の権利救済制度の整備（執行停止の要件の緩和、仮の義務付け・仮の差止めの制度の新設）である。なお、同法の施行日は、2005年（平成17年）4月1日である。

## 概要

### 意義
- 行政事件訴訟法は、行政事件に関する一般法（基本法）である（第1条）。
- 行政事件訴訟法において裁判所による正式な訴訟手続に基づいて行われる行政事件の裁判（実質的な意義）について、訴訟類型として抗告訴訟、当事者訴訟、民衆訴訟、機関訴訟（形式的な意義）の4つを法定した。
- 行政事件訴訟法は、違法な行政作用により侵害された権利利益の救済を求める訴訟手続を定めている。

### 特徴
- 行政事件に関する争訟である。つまり、行政法の解釈・適用に関する訴訟事件である。よって、賠償金などのような金銭を受け取ることはできない。
- 裁判所による独立した司法権の立場からの審査である。
- 正式な訴訟手続（口頭弁論と証拠調べ）を中心とする公開の対審手続に基づく裁判である。
- 不服申立て前置主義を原則廃止した（明治憲法下の「訴願前置主義」との断絶）。
- 概括主義を採用した（明治憲法下の「列記主義」との断絶）。
- 内閣総理大臣の異議の制度を置いた。なお、これには、違憲の疑いがあると、識者からの指摘がある。
- 行政事件訴訟法に定めがない事項については民事訴訟法の例によるとされ（第7条）、自己完結されていない。このことは、現行の行政事件訴訟法が過渡的な制度であって、将来的には自己完結した行政訴訟法制度の構築を目指していることを示すものとおもわれる[注釈 2]。

### 処分取消訴訟の審理
- 行政事件訴訟法は自己完結的な法律ではなく民事訴訟法に依存しているため、審理についての規定は少なく、その多くについて民事訴訟法が準用されている（7条）。
- 原則として行政事件訴訟においても、民事訴訟と同様、当事者の主張する事実に基づいてのみ裁判をしなければならないとする弁論主義が妥当するが、行政事件は公益に関わる性質を持つため、弁論主義の原則を一部修正して職権主義が取り入れられている。特に24条では「職権証拠調べ」として、「裁判所は、必要があると認めるときは、職権で、証拠調べをすることができる。ただし、その証拠調べの結果について、当事者の意見をきかなければならない。」と規定されており、補充的に証拠調べを裁判所が自らの職権で行うことを可能ならしめている[2][3]。また、23条の2では、訴訟関係を明瞭にするために裁判所の職権による釈明処分（「釈明処分の特則」）が認められ、行政庁[注釈 3]に対して処分又は裁決の原因となる事実の記録やその処分又は裁決の理由を明らかにする資料の提出を求めることができることとされる。このほかに、関連請求に係る訴訟の移送（13条）、第三者の訴訟参加（22条）、行政庁の訴訟参加（23条）について、裁判所の職権が認められている。

### 処分取消訴訟の終局判決
終局判決の類型は次のとおりである。
- 訴え却下の判決
訴えが不適法であって訴訟要件（本案判決要件）に欠けるとき。
却下の判決によって訴訟の対象となった行政処分の適法性は確定されるものではない。
- 本案判決
  - 請求棄却判決

本案審理（処分の違法性の存否）の結果、原告の請求に理由がなく処分は適法であるとして、その請求を斥ける判決である。
  - 事情判決（特別の事情による請求の棄却）
取消訴訟については、処分又は裁決が違法ではあるが、これを取り消すことにより公の利益に著しい障害を生ずる場合において、原告の受ける損害の程度、その損害の賠償又は防止の程度及び方法その他一切の事情を考慮したうえ、処分又は裁決を取り消すことが公共の福祉に適合しないと認めるときは、裁判所は、請求を棄却することができる。この場合には、当該判決の主文において、処分又は裁決が違法であることを宣言しなければならない（31条第1項）。
  - 請求認容判決（取消判決）
本案審理（処分の違法性の存否）の結果、原告の請求に理由がある（処分は違法である）として、処分の全部または一部を取消す判決である。
行政庁の裁量処分については、裁量権の範囲をこえ又はその濫用があつた場合に限り、裁判所は、その処分を取り消すことができる。(第30条)

### 判決の効力
判決には、次の効力がある。
- 既判力（確定力）
終局判決が確定すると、確定した判決の判断内容は当事者および裁判所を拘束し、その後において当事者および裁判所は同一事項について確定した判決の内容と矛盾する主張・判断をすることができなくなり、法的安定が図られる。
- 形成力
行政庁が取り消さなくても、処分の効力が遡及的に消滅すること。
- 第三者効
処分又は裁決を取り消す判決は、第三者に対しても効力を有する（第32条）。
- 拘束力
処分又は裁決を取り消す判決は、その事件について、処分又は裁決をした行政庁その他の関係行政庁を拘束する（第33条第1項）
- 取消判決の効果
  - 処分の適法化（積極的効果）
申請を却下・棄却した処分が判決により取り消されたときは、行政庁は、判決の趣旨に従い、改めて申請に対する処分をしなければならない（第33条第2項）。同申請に基づいてした処分又は審査請求を認容した裁決が判決により違法があることを理由として取り消された場合にも準用する（同条第3項）。
  - 反復禁止効果（消極的効果）
行政庁は取消判決により、同一事情において同一の理由に基づき、同一人に対して同一の内容の処分を再度行うことはできなくなり、同一の過ちを繰り返すことを防止している。

## 構成

### 第1章 総則
- 第2条（行政事件訴訟）
  - 主観訴訟-法律上の争訟に当たるもの。
    - 抗告訴訟
      - 法定抗告訴訟
        - 取消訴訟
          - 処分取消訴訟
          - 裁決取消訴訟

        - 無効等確認訴訟
        - 不作為の違法確認訴訟
        - 義務付訴訟
        - 差止訴訟

      - 無名抗告訴訟（法定外抗告訴訟）

    - 当事者訴訟
      - 形式的当事者訴訟
      - 実質的当事者訴訟

  - 客観訴訟-法律上の争訟に当たらないもの。
    - 民衆訴訟
    - 機関訴訟
- 第3条（抗告訴訟）
「抗告訴訟」とは、行政庁の公権力の行使に関する不服の訴訟である（第3条第1項）。
  - 次の2つは「取消訴訟」といわれる。
    - 「処分の取消しの訴え」（処分取消訴訟）（第3条第2項）
行政庁の処分（行政行為）その他公権力の行使に当たる行為（裁決、決定を除く「処分」）の取消しを求める訴訟。
具体例　課税処分の取消、違反建築物に対する除去命令の取消、関税法に基づく携帯品の留置の取消。
    - 「裁決の取消しの訴え」（裁決取消訴訟）（第3条第3項）
審査請求（行政不服審査法）、異議申立てその他の不服申立て（「審査請求」という。）に対する行政庁の裁決、決定その他の行為の取消しを求める訴訟。

  - 「無効等確認の訴え」（無効確認訴訟）（第3条第4項）
処分若しくは裁決の存否又はその効力の有無の確認を求める訴訟。
  - 「不作為の違法確認の訴え」（不作為違法確認訴訟）（第3条第5項）
行政庁が法令に基づく申請に対し、相当の期間内になんらかの処分または裁決をすべきにかかわらず、これをしないこと（不作為）についての違法の確認を求める訴訟。
  - 「義務付けの訴え」（義務付け訴訟）（第3条第6項）
次の場合に、行政庁がその処分または裁決をすべき旨を命ずることを求める訴訟。
    - 行政庁が一定の処分をすべきであるにかかわらずこれがされないとき。
    - 行政庁に対し一定の処分または裁決を求める旨の法令に基づく申請または審査請求がされた場合において、当該行政庁がその処分または裁決をすべきであるにかかわらずこれがされないとき。

  - 「差止めの訴え」（差止め訴訟）（第3条第7項）
行政庁が一定の処分または裁決をすべきでないにかかわらずこれがされようとしている場合において、行政庁がその処分または裁決をしてはならない旨を命ずることを求める訴訟。
  - 無名抗告訴訟（法定外抗告訴訟）
日本国憲法においては、裁判を受ける権利が広く保障（日本国憲法第32条）されており、法定の抗告訴訟によって十分な権利利益の救済がなされず、結果として裁判を受ける権利に欠けるところがあれば法定外抗告訴訟（無名抗告訴訟）を解釈論として導くことになる。
- 第4条（当事者訴訟）
当事者間の法律関係を確認しまたは形成する処分または裁決に関する訴訟で法令の規定によりその法律関係の当事者の一方を被告とするものおよび公法上の法律関係に関する訴訟。
  - 形式的当事者訴訟
法令の規定により当事者の一方を被告とするもの。
具体例　土地収用法による損失補填
  - 実質的当事者訴訟
公法上の法律関係に関する訴訟。
具体例　公務員の給与支払請求訴訟
- 第5条（民衆訴訟）
国又は公共団体の機関の法規に適合しない行為の是正を求める訴訟で、選挙人たる資格その他自己の法律上の利益にかかわらない資格で提起するもの。
具体例　住民訴訟（地方自治法第242条の2）、公職選挙法の当選訴訟、選挙訴訟（公職選挙法第203条以降）
- 第6条（機関訴訟）
国または公共団体の機関相互間における権限の存否またはその行使に関する紛争についての訴訟。
具体例　地方公共団体の長と議会の争い（地方自治法第176条）、国の関与に関する訴え（地方自治法第251条の5）
- 第7条（この法律に定めがない事項）
  - 民事訴訟の例による。

### 第2章 抗告訴訟
- 行政事件訴訟の審理手続

#### 第1節 取消訴訟
行政事件訴訟法の中心は、抗告訴訟における取消訴訟の内「処分の取消しの訴え（処分取消訴訟）」にあるので、以下処分取消訴訟について概観する。
処分取消訴訟を提起するための要件（却下されないための要件）は、およそ次のとおりである。
行政庁の「違法な処分（処分性の問題）」の存在（第3条第2項）
特に問題となるのは「処分性」と「原告適格の存在」である。
その他の要件においても注意すべき事項が多く、いわゆる「門前払い」の問題が生じている。
- 第8条（処分の取消しの訟えと審査請求の関係）
自由選択主義（原則）
処分の取消しの訴えは、審査請求をすることができる場合においても、原則として直ちに提起することができ、両方を同時にすることも出来る。
審査請求前置主義（例外）
法律に当該処分についての審査請求に対する裁決を経た後でなければ処分の取消しの訴えを提起することができない旨の定めがあるときは、提起できない。ただし
  1. 審査請求があった日から3か月を経過しても裁決がないとき
  2. 処分、処分の執行または手続きの続行により生ずる著しい損害を避けるために緊急の必要があるとき
  3. 裁決を経ないことにつき正当の理由があるとき

には、裁決を経なくても直接出訴できる。
不服申立てを不適法として却下する裁決の場合は、審査請求前置の要件を充足したことにならない。
実際には審査請求前置を求める法律が多く、原則と例外の逆転現象が起きている（例：都市計画法第52条、建築基準法第96条、介護保険法第196条、生活保護法第69条、国民年金法第101条の2等）。
- 第9条（原告適格）
（「法律上の利益（訴えの利益）」）の存在
「処分取消訴訟」および「裁決取消訴訟」は、その処分又は裁決の取消しを求めるにつき法律上の利益（訴えの利益）を有する者に限り、提起することができる（第9条第1項）。
裁判所は、処分または裁決の相手方以外の者について「法律上の利益」の有無を判断するにあたって、処分又は裁決の根拠となる法令の規定の文言のみによることなく、「当該法令の趣旨及び目的」ならびに「当該処分において考慮されるべき利益の内容及び性質」を考慮するものとされ、この場合において、法令の趣旨及び目的を考慮するにあたっては、「法令と目的を共通にする関係法令があるときはその趣旨及び目的をも参酌する」ものとし、利益の内容及び性質を考慮するに当たつては、「処分または裁決がその根拠となる法令に違反してされた場合に害されることとなる利益の内容及び性質ならびにこれが害される態様および程度をも勘案する」ものとされた（第9条第2項）。
  - 原告適格における「法律上の利益」については、いくつかの見解がある。
    - 法律上保護されている利益説
法律が直接保護している個人的利益が「法律上の利益」であるとする説。
いわゆる反射的利益（法律が公益を保護している結果として生ずる間接的な利益）については「法律上の利益」に該当しない。
    - 裁判上保護に値する利益説
処分により侵害される私人の利益の重大性によって「法律上の利益」を判断すべきであるとする説。
    - 原告適格を否定した判例
      - 質屋営業許可取消請求 最高裁判所第三小法廷判決：昭和34年08月18日
      - ジュース不当表示事件最高裁判所第三小法廷:昭和53年03月14日

    - 原告適格を認めた判例
      - 公衆浴場営業許可無効確認請求最高裁判所第二小法廷判決:昭和37年01月19日
      - 長沼ナイキ基地事件 最高裁判所第一小法廷判決：昭和57年09月09日
      - 原子炉設置許可処分無効確認等最高裁判所第三小法廷:平成4年09月22日
      - 小田急線連続立体交差事業認可処分取消，事業認可処分取消請求事件最高裁判所大法廷:平成17年12月7日:第59巻10号2645頁
第9条第2項の趣旨に基づき原告適格を認めた最高裁判例。
- 第10条 （取消の理由の制限）
自己の法律上の利益に関係のない違法の主張を理由として取消を求めることはできない（第1項）。
原処分主義（第2項）
原処分の違法を争う場合は、裁決取消訴訟ではなく処分取消訴訟の提起による。裁決取消訴訟で原処分の違法を主張することはできない。
米子鉄道郵便局職員停職（昭和62年04月21日）（最高裁判所判例集）
裁決主義（例外）
法律により裁決の取消しの訴えのみを認めるもので、原処分の瑕疵を主張することができる。
例：特許法の定める審決等に対する訴訟、電波法96条の2、労働組合法27条の19
永源寺第2訴訟（最決平成19年10月11日公刊物未登載、大阪高判平成17年12月8日・平成14年（行コ）第106号）も参照のこと。
- 第11条（被告適格等）
行政庁の所属する国または公共団体を被告として提起しなければならない(第1項)。
行政庁が国または公共団体に所属しない場合は、当該行政庁を被告として提起しなければならない(第2項)。
処分又は裁決をした行政庁は、当該処分又は裁決に係る第一項の規定による国又は公共団体を被告とする訴訟について、裁判上の一切の行為をする権限を有する(第6項)。
- 第12条（管轄）
被告の普通裁判籍の所在地を管轄する裁判所又は処分若しくは裁決をした行政庁の所在地を管轄する裁判所の管轄に属する(第1項)。
土地の収用、鉱業権の設定その他不動産または特定の場所に係る処分または裁決についての取消訴訟は、その不動産又は場所の所在地の裁判所にも、提起することができる(第2項)。
当該処分または裁決に関し事案の処理に当たった下級行政機関の所在地の裁判所にも、提起することができる(第3項)。
国又は独立行政法人を被告とする取消訴訟は、原告の普通裁判籍の所在地を管轄する高等裁判所の所在地を管轄する地方裁判所（特定管轄裁判所）にも、提起することができる(第4項)。 
事物管轄は訴額に関係なく、原則として地方裁判所が第一審管轄裁判所となる（裁判所法第24条）。地裁は本庁のみで、支部に訴えることはできない。よって場所によっては不便を強いられることとなる。
- 第14条（出訴期間）
処分又は裁決があったことを知ったときから6か月以内、処分の日から1年以内に提起しなければならない。ただし、正当な理由があるときは、この限りでない。 
「処分があったことを知った日」とは、処分の存在を現実に知った日を指すのであって、抽象的な知り得べかりし日を意味するのではない（判例）。
- 第15条（被告を誤った訴えの救済）
原告が故意または重大な過失によらないで被告とすべき者を誤ったときは、裁判所は、原告の申立てにより、決定をもって、被告を変更することを許すことができる。この決定は、書面でするものとし、その正本を新たな被告に送達しなければならない。この決定に対しては不服を申し立てることができない。
- 第16条（請求の客観的併合）
取消訴訟には、関連請求に係る訴えを併合することができる。
- 第17条（共同訴訟）
- 第18条（第三者による請求の追加的併合）
- 第19条（原告による請求の追加的併合）
- 第20条
- 第21条（国または公共団体に対する請求への訴えの変更）
裁判所は行政事件訴訟法による取消訴訟の目的たる請求を処分または裁決に係る事務の帰属する国または公共団体に対する損害賠償その他の請求に変更することが相当であると認めるときは、請求の基礎に変更がない限り、口頭弁論の終結に至るまで、原告の申立てにより、決定をもって、訴えの変更を許すことができる。裁判所は、訴えの変更を許す決定をするには、あらかじめ、当事者及び損害賠償その他の請求に係る訴えの被告の意見をきかなければならない。
訴えの変更の要件（民事訴訟法第143条）を緩和したうえで、訴訟手続が行政事件訴訟から民事訴訟に変更され、被告が変更する場合であっても訴えの変更を認めている。この規定は取消訴訟の変更を認めるもので、逆のケースは想定していない。
- 第22条 （第三者の訴訟参加）
裁判所は、訴訟の結果により権利を害される第三者があるときは、当事者もしくはその第三者の申立てにより又は職権で、決定をもって、その第三者を訴訟に参加させることができる。裁判所は、第三者の訴訟参加を認める決定をするには、あらかじめ、当事者及び第三者の意見をきかなければならない。
取消判決の効果は第三者に対しても及ぶ（第32条）ので、権利を害される第三者に手続的な保障を与えるためである。
- 第23条 （行政庁の訴訟参加）
裁判所は、処分または裁決をした行政庁以外の行政庁を訴訟に参加させることが必要であると認めるときは、当事者もしくはその行政庁の申立てによりまたは職権で、決定をもって、その行政庁を訴訟に参加させることができる。裁判所は、行政庁の訴訟参加を認める決定をするには、あらかじめ、当事者及び当該行政庁の意見をきかなければならない。
行政庁の訴訟参加は、被告である国または公共団体の側にのみ認められると解されている。もし原告側への行政庁の訴訟参加を認めてしまうと、機関訴訟に類似した関係が発生するためである（機関訴訟は法律の定めによらないと提起できない）。補助参加（民事訴訟法第42条）も認められると解されている。
- 第23条の2 （釈明処分の特則）
裁判所は、訴訟関係を明瞭にするため、必要があると認めるときは、被告である行政庁に対し、処分または裁決の理由を明らかにする資料であって当該行政庁が保有するものの全部または一部の提出を求めることができる（第1項）。
裁判所は、審査請求に対する裁決を経た後に取消訴訟の提起があったときは、行政庁に対し、当該審査請求に係る事件の記録であって当該行政庁が保有するものの全部または一部の提出を求める処分をすることができる（2項）。
- 第24条（職権証拠調べ）
裁判所は必要があると認めるときは、職権で証拠調べをすることができる。なお、その証拠調べの結果について、当事者の意見を聴かなければならない。
民事訴訟法における弁論主義の修正である。
- 第25条（執行停止）
執行不停止の原則（第1項）
処分の取消しの訴えの提起は、処分の効力、処分の執行又は手続の続行を妨げない。
例外としての執行停止（第25条第2項、第4項）
民事訴訟法における仮差押・仮処分のような仮の権利保護に相当する。
次の積極的要件を充足し、かつ次の消極的要件を充足しないときに、裁判所は申立てにより執行停止の決定をすることができる。
積極的要件（第2項）
適法な処分取消訴訟の提起がある。
「重大な損害」を避けるため「緊急の必要」がある。
消極的要件（第4項）
執行停止をすると、公共の福祉に重大な影響を及ぼすおそれがある。
本案について理由がないとみえるとき。
第25条第3項の規定により裁判所は、積極的要件における「重大な損害」を生ずるか否かを判断するにあたっては、損害の回復の困難の程度を考慮するものとし、損害の性質及び程度並びに処分の内容及び性質をも勘案するものとすることとされた。
この執行停止の決定は、第三者にも効力が及び（第32条）、当事者たる行政庁その他の関係行政庁を拘束する効力を有する（第33条第4項）。
執行停止の決定は、口頭弁論を経ないですることができる。書面審理で執行停止を決定する場合には、あらかじめ当事者の意見を聴かなければならない（第6項）。実際上も書面審理で決定されることが多い。
- 第27条（内閣総理大臣の異議）
執行停止の決定の申立て、仮の義務付け又は仮の差止め（第37条の5において準用）があった場合には、内閣総理大臣は、裁判所に対し、異議を述べることができる。執行停止の決定があった後においても、同様とする（第1項）。異議には理由を付さねばならない（第2項）。やむをえない場合でなければ異議を述べてはならず、異議を述べた場合は次の常会において国会に報告しなければならない（第6項）。
異議があったときは、裁判所は執行停止できず、すでに執行停止したをしているときは取消さなければならない（第4項）。
この異議の制度については、違憲説も存在する。（行政府が司法府を羈束するのが3権分立に反するという主張）
- 第30条（裁量処分の取消）
本案審理（処分の違法性の存否）の結果、原告の請求に理由がある（処分は違法である）として、処分の全部または一部を取り消す判決である。
行政庁の裁量処分については、裁量権の範囲をこえ又はその濫用があった場合に限り、裁判所は、その処分を取り消すことができる。
- 第31条（特別の事情による請求の棄却）
事情判決と呼ばれる。取消訴訟については、処分又は裁決が違法ではあるが、これを取り消すことにより公の利益に著しい障害を生ずる場合において、原告の受ける損害の程度、その損害の賠償または防止の程度および方法その他一切の事情を考慮したうえ、処分または裁決を取り消すことが公共の福祉に適合しないと認めるときは、裁判所は、請求を棄却することができる。
この場合には、当該判決の主文において、処分又は裁決が違法であることを宣言しなければならない（第1項第2文）。その結果、処分又は裁決が違法であることに既判力が生ずる。
- 第32条（取消判決等の効力）
処分または裁決を取消す判決は、第三者に対しても効力を有する。
- 第33条
処分又は裁決を取消す判決は、その事件について当事者たる行政庁その他の関係行政庁を拘束する（第1項）
申請を却下・棄却した処分が判決により取消されたときは、行政庁は、判決の趣旨に従い改めて申請に対する処分をしなければならない（第2項、第3項）。

#### 第2節 その他の抗告訴訟
- 第38条（取消訴訟に関する規定の準用）
第11条から第13条まで、第16条から第19条まで、第21条から第23条まで、第24条、第33条及び第35条の規定は、取消訴訟以外の抗告訴訟について準用する(1項)。
  - 第11条（被告適格等）
  - 第12条（管轄）
  - 第13条（関連請求に係る訴訟の移送）
  - 第16条（請求の客観的併合）
  - 第17条（共同訴訟）
  - 第18条（第三者による請求の追加的併合）
  - 第19条（原告による請求の追加的併合）
  - 第21条（国又は公共団体に対する請求への訴えの変更）
  - 第22条（第三者の訴訟参加）
  - 第23条（行政庁の訴訟参加）
  - 第24条（職権証拠調べ）
  - 第33条（取消判決等の効力）
  - 第35条（訴訟費用の裁判の効力）

##### 無効等確認の訴え
- 第36条（無効等確認の訴えの原告適格）
無効等確認の訴えは、当該処分又または裁決に続く処分により損害を受けるおそれのある者その他当該処分または裁決の無効等の確認を求めるにつき法律上の利益を有する者で、当該処分もしくは裁決の存否またはその効力の有無を前提とする現在の法律関係に関する訴えによって目的を達することができないものに限り、提起することができる。
「法律上の利益を有する者」の意義は、取消訴訟の原告適格と同義と考えられる。その無効確認を求める者が、当該処分の違法が重大かつ明白であることを主張する。

##### 不作為の違法確認の訴え(不作為違法確認訴訟)
- 第37条（不作為の違法確認の訴えの原告適格)
不作為の違法確認の訴えは、処分又は裁決についての申請をした者に限り、提起することができる。

判例
- 不作為の違法確認等請求(昭和47年11月16日 最高裁判例)
- 水俣病認定業務に関する熊本県知事の不作為違法に対する損害賠償(平成3年04月26日 最高裁判例)

##### 義務付けの訴え
- 第37条の2（義務付けの訴えの要件等）
1号義務付訴訟と呼ばれる。申請を前提とせずに行政庁に一定の処分をすべきことを義務付けることを求める訴訟。例、違法建築物に対する除却命令の発動を求める場合
申請権に基づかない義務付訴訟であるから、
一定の処分がされないことにより重大な損害を生ずるおそれがあり、かつ、
その損害を避けるため他に適当な方法がないこと
処分の発動を求めるにつき法律上の利益を有すること、が要件として必要である。
- 第37条の3
2号義務付訴訟と呼ばれる。行政庁に対して申請または審査請求をした者が、原告となって行政庁に一定の処分をすべきことを義務付ける訴訟。
法令に基づく申請または審査請求をした者に限って提起することができる。1号義務付訴訟とは異なり、損害要件や補充性は求められていない。
不作為の違法確認の訴えまたは処分の取消訴訟もしくは無効確認訴訟を併合して提起する必要がある。
- 第37条の5 （仮の義務付け及び仮の差止め）
義務付けの訴えがあった場合において、その義務付けの訴えに係る処分がされないことにより生ずる償うことのできない損害を避けるため緊急の必要があり、かつ、本案について理由があるとみえるときは、裁判所は申立てにより決定をもって仮に行政庁がその処分又は裁決をすべき旨（「仮の義務付け」）を命ずることができる。（1項）
それによって公共の福祉に重大な影響を及ぼすおそれがあるときはできない。（3項）

##### 差止めの訴え
- 第37条の4（差止めの訴えの要件）
差止めの訴えは、一定の処分または裁決がされることにより重大な損害を生ずるおそれがある場合に限り、提起することができる。ただし、その損害を避けるため他に適当な方法があるときは、この限りでない。
裁判所は、重大な損害を生ずるか否かを判断するに当たっては、損害の回復の困難の程度を考慮するものとし、損害の性質及び程度並びに処分または裁決の内容および性質をも勘案するものとする。
法律上の利益を有する者に限り、提起することができる。
- 第37条の5 （仮の義務付け及び仮の差止め）
差止めの訴えの提起があった場合において、その差止めの訴えに係る処分または裁決がされることにより生ずる償うことのできない損害を避けるため緊急の必要があり、かつ、本案について理由があるとみえるときは、裁判所は申立てにより決定をもって仮に行政庁がその処分又は裁決をしてはならない旨（「仮の差止め」）を命ずることができる。（2項）
それによって公共の福祉に重大な影響を及ぼすおそれがあるときはできない。（3項）
- 第38条 (取消訴訟に関する規定の準用)
準用されない規定として、法律上の利益に関係ない違法の主張（第10条1項）、出訴期間（第14条）、事情判決（第31条）、第三者効（第32条）など。

### 第3章 当事者訴訟
当事者訴訟は、民事訴訟に近く、ほとんどが民事訴訟の規定により審理される。
- 第39条（出訴の通知）
- 第40条（出訴期間の定めがある当事者訴訟）
- 第41条（抗告訴訟に関する規定の準用）

第23条（行政庁の訴訟参加）
第24条（職権証拠調べ）
第24条の2（釈明処分の特則）
第13条（関連請求に係る訴訟の移送）
第16条（請求の客観的併合）
第17条（共同訴訟）
第18条（第三者による請求の追加的併合）
第19条（原告による請求の追加的併合）

### 第4章 民衆訴訟及び機関訴訟
- 第42条 （訴えの提起)
客観訴訟（民衆訴訟および機関訴訟）は、法律に定める場合において、法律に定める者に限り、提起することができる。

### 第5章 補則
- 第44条 （仮処分の排除）
行政庁の処分その他公権力の行使に当たる行為については、民事保全法（平成元年（1989年）法律第91号）に規定する仮処分をすることができない。 よって、例えば「仮の営業許可処分」は、これをすることができない。
- 第45条 （処分の効力等を争点とする訴訟）

争点訴訟とは、行政行為が無効か否かが前提問題となっている民事訴訟をいう。争点訴訟は、民事訴訟の形式をとっているが行政行為が無効か否かが一番の争点であるため、行政庁の訴訟参加（第23条）や職権証拠調べ（第24条）が準用される。
問題となる権利が私法上の権利（例、所有権確認訴訟）の場合は民事訴訟（争点訴訟）を提起し、私法上の権利とはいえないとき（例、公務員の地位）には実質的当事者訴訟を提起することになる。
- 第46条 （取消訴訟等の提起に関する事項の教示）
行政庁は、取消訴訟を提起することができる処分又は裁決をする場合には、処分又は裁決の相手方に対し、取消訴訟の被告、出訴期間、不服申立前置等に関する事項を原則書面で教示しなければならないことされた。行政不服申立の場合と異なり、当該処分又は裁決の相手方以外の者に対する教示義務はない。

## 行政事件訴訟の限界
行政事件訴訟は行政権の行使に関する事後的な司法審査であり、そこには次のような理論上の限界がある。
- 統治行為に対する法的判断の限界
たとえ法律的判断が可能であっても司法裁判所は法的判断を自制するとするのが、通説・判例の立場である（統治行為論）。
- 法律上の争訟性
争訟が当事者間における具体的な権利義務に関するもので、法律を解釈・適用することによって、その解決が可能な事案でなければ裁判することはできない。
- 争訟の成熟性
  - 行政事件について、それを裁判するために争訟が十分に具体化したものでなければ裁判することはできない。
  - 行政事件訴訟以外において権利利益の救済が不可能である行政事件については、争訟は成熟しているといえる。
- 行政庁の第一次判断権の尊重
行政庁の第一次的な判断が行われる前に裁判所がこれに代わって判断すること及び行政庁の第一次的な判断に代えて裁判所自らが判断することはできない。
- 行政裁量の尊重
行政庁の裁量に属する行政行為も司法審査の対象となるが、裁量の踰越・濫用にあたるものを除いて、取消しの対象には該当しない（第30条）。

## 行政不服審査法と行政事件訴訟法の比較
審査を行う機関
- 行政不服審査法　行政機関
- 行政事件訴訟法　裁判所（独立した司法裁判所）

審理の手続
- 行政不服審査法　簡略・迅速な手続
- 行政事件訴訟法　正式な訴訟手続　（時間と手間がかかり、また素人には困難。弁護士でさえも敬遠する傾向がある）

審査の射程範囲
- 行政不服審査法　違法性及び不当性
- 行政事件訴訟法　違法性のみ

## 行政事件訴訟法と国家賠償法との関係
行政庁の違法な処分又は不作為を原因として権利利益を侵害されたときに訴訟によってその救済を図る方法としては、行政事件訴訟法による取消訴訟等と国家賠償法に基づく損害賠償請求（国家賠償請求・国家賠償訴訟）の二つがある。ただし、行政事件訴訟法と国家賠償法における「違法」という概念はそれぞれ異なるという見解がある。

### 自由選択主義
これら行政事件訴訟法に基づく取消訴訟等と国家賠償法に基づく損害賠償請求とは、それぞれ自由に選択して提起することが可能（「自由選択主義」）であると解されることから、次のような提起の組み合わせが考えられる。なお、行政事件訴訟法の取消訴訟と国家賠償法による損害賠償請求を両方ともに提起した場合には、国家賠償法による損害賠償請求は行政事件訴訟法による取消訴訟の関連請求として位置付けられる（第13条第1号）。
1. 同時にこれらの両方を提起
2. 行政事件訴訟のみを提起
3. 先に行政事件訴訟を提起し、その後に国家賠償訴訟を提起
4. 国家賠償訴訟のみを提起
5. 先に国家賠償訴訟を提起し、その後に行政事件訴訟を提起

### 判決効力の差異
行政事件訴訟法による取消訴訟等と国家賠償法に基づく損害賠償請求において、それぞれの判決の効力には次のような差異がある。
- 行政事件訴訟法による取消訴訟等の結果、勝訴（請求認容判決・取消判決）となると請求の目的となった処分の全部または一部は取消される。行政事件訴訟法における取消訴訟等の判決の既判力は後の国家賠償訴訟にも及ぶものと解される。
- 国家賠償法に基づく損害賠償請求の訴訟の結果、勝訴したとしてもその損害賠償請求の原因とされる処分は取消されることはない。ただし、判決で認められた賠償金を受け取ることができる（判決確定後）。